# Pont Amont
Der Pont Amont ist eine Straßenbrücke über die Seine im Südosten von Paris. Sie führt den Boulevard périphérique über den Fluss und verbindet das 13. Arrondissement mit dem 12. Arrondissement. Neben der Seine überbrückt sie auch den Quai d’Ivry am Südufer und den Quai de Bercy am Nordufer.
Wie ihr Name besagt, ist der Pont Amont die erste Seine-Brücke im administrativen Stadtgebiet von Paris, das unmittelbar flussaufwärts von ihr endet. Der weiter oben stehende Pont Nelson Mandela gehört bereits zum Gebiet der Gemeinden Ivry-sur-Seine und Charenton-le-Pont. Ihr Name ist allgemein gebräuchlich, sie hat aber keinen offiziellen Namen.
Westlich von ihr führt der Boulevard périphérique kurz danach über den Pont Masséna, eine Schrägseilbrücke über dem Rangierbahnhof kurz vor der Gare d’Austerlitz. Östlich von ihr führt der Boulevard périphérique über einen großen Verteilerkreisel und eine ebenfalls namenlose stählerne Plattenbalkenbrücke, die den Rangierbahnhof vor der Gare de Lyon überquert.
Die 270 m lange und 42 m breite Brücke hat je vier Fahrspuren auf den beiden Richtungsfahrbahnen, die durch einen 3 m breiten Mittelstreifen und Betongleitwände getrennt sind, aber keine Pannenstreifen und keine Geh- oder Radwege haben. An den Außenseiten befinden sich lediglich schmale Dienstwege für das Wartungspersonal.
Sie besteht aus zwei separaten, dicht nebeneinander gebauten Spannbetonbrücken mit vier Öffnungen und Pfeilerachsabständen von 58,50 + 90,0 + 65,0 + 56,50 m. Jedes Brückenbauwerk hat zwei parallele, rechteckige, gevoutete, einzellige Hohlkästen.
Die Brücken wurden zwischen 1967 und 1969 von Campenon Bernard im Freivorbau mit Hilfe eines Vorbaugerüsts aus vorgefertigten Segmenten erstellt.